# بریسکو بالدوین
بریسکو جرارد بالدوین (Briscoe Gerard Baldwin) (18 ژانویه ۱۷۸۹–۱۸ مه ۱۸۵۲)، دادستان، سیاستمدار و حقوقدان ویرجینیایی بود که به مدت چهار دوره در خانه نمایندگان ویرجینیا در کنوانسیون قانون اساسی ۱۸۲۹–۱۸۳۰ ویرجینیا و یک دهه نیز در دادگاه عالی استیناف ویرجینیا خدمت نمود.

## اوان زندگی و خانواده
بالدوین اوایل ۱۷۸۹ میلادی در وینچستر، شهرستانی که کرسی شهرستان فردریک ویرجینیا بود بدنیا آمد. او فرزند جراح انقلابی کورنلیوس بالدوین (۱۷۵۴–۱۸۲۶) و همسرش مارگارت بریسکو (۱۷۶۶–۱۸۰۸) بود. پسرشان (و بسیاری از خویشاوندان بعدیشان) براساس نام پدربزرگ مادری یعنی سرهنگ جرارد بریسکو نامگذاری شدند. او نه هم‌نیا و یک ناخواهری داشت و پدر بیوه‌اش دوبار ازدواج نمود. بعد از شرکت در مدارس خصوصی در حوالی وینچشتر، بالدوین جوان به ویلیامزبرگ سفر کرد تا در کالج ویلیام و مری مطالعه نماید. او در ۱۸۰۷ میلادی از آن کالج فارغ‌التحصیل شد. طی جنگ ۱۸۱۲ میلادی، او گروهی از سلاح داران را جذب نیرو کرده و خود کاپیتان آنها شد.
بریسکو بالدوین تحت نظر قاضی ویلیام دنیل سنیور در درهٔ شناندوا در شهرستان کامبرلند حقوق خواند، گرچه که قاضی دنیل به حوالی لینچبرگ نقل مکان کرد چرا که ناحیه قضاوت او شامل شهرستان کمبل نیز می‌شد، جاییکه لینچبرگ شهرستان کرسیش بود. ویلیام دنیل فرزند قاضی دانیل بعداً در کنار عمویش در دادگاه عالی استیناف نشست.
در ۱۸۱۱ بالدوین با مارتا استیل براون، دختر جان براون (۱۷۶۲–۱۸۲۶) ازدواج کرد. جان براون سربازی انقلابی بود که اولین بار در شهرستان بدفورد نزدیک لینچبرگ جلوس کرد، اما بعداً اولین صدراعظم (قاضی انصاف) شهرستان آگوستا شد. نامادری او فرنسیس پیتون (از اولین خانواده‌های ویرجینیا) (۱۷۶۲–۱۸۵۱) بود که به استانتون در شهرستان شاهزاده ویلیام ویرجینیا نقل مکان کرد و کسی بود که شوهر و دخترش را نجات داد. بالدوینز در «مزرعه تپه بهاری» زندگی می‌کرد، خانه‌ای که توسط زندانیان هسین طی جنگ انقلابی آمریکا ساخته شده بود. بریسکو و مارتا بالدوین شش فرزند تا پیش از مرگشان داشتند: فرنسیس کورنلیا بالدوین استوارت (۱۸۱۵–۱۸۸۵)، مری الینور بالدوین رنسون (۱۸۱۷–۱۸۸۰)، جان براون بالدوین (۱۸۲۰–۱۸۷۳)، مارگارت ئی. بالدوین استوارت (۱۸۲۳–۱۸۴۴)، جیمز ویلیام بالدوین (۱۸۲۸–۱۸۷۵) و بریسکو جرارد بالدوین (۱۸۲۸–۱۸۹۸).
قاضی بالدوین همچون قاضی دنیل‌های جوان و بزرگسال نیز بردگانی طی اکثر (اگر نگوییم کل) حیاتش داشت. در سرشماری ۱۸۲۰ فدرال او شش برده داشت: دو پسر و دو دختر ۱۴ سال، دو زن یکی ۲۸ ساله و یکی کمتر از ۴۴ سال. بالدوین در سرشماری نهایی زندگیش دو زن سیاهپوست ۲۲ و ۳۵ سال داشت. او در سرشماری نهایی زندگیش دو برده داشته‌است.

## کتابشناسی
- Encyclopedia of Virginia Biography; Volume 2 (Lyon Gardiner Tyler ed.). Lewis Historical Publishing Company. 1915. pp. 65–66. ISBN 1-177-83519-3. Retrieved 15 June 2014. Briscoe Baldwin.
- Ranson, Thomas D. (1895). "Judge Briscoe G. Baldwin". The Virginia Law Register. 1 (3): 236–237. doi:10.2307/1098643. JSTOR 1098643.
- Pulliam, David Loyd (1901). The Constitutional Conventions of Virginia from the foundation of the Commonwealth to the present time. John T. West, Richmond. ISBN 978-1-287-92059-5.